# 鈴木祐大
鈴木 祐大（すずき ゆうた、1992年5月7日 - ）は、日本の俳優である。北海道出身。ハルエンターテイメント所属。

## 人物
ハルエンターテイメント所属

北海道出身。
身長178cm。
趣味・特技は、ギター、アクロバット。
公式プロフィール記載の草笛は実は歯笛である。

好きな食べ物はたこ焼き、唐揚げ、ハンバーグ。
甘党。
銀だこのカードを何度もゴールド更新している。
愛猫家で、「トラ」という名前の猫を飼っている。

## 出演

### テレビ
- 関西テレビ『村上マヨネーズのツッコませて頂きます!』 - 患者 役
- 日本テレビ『奇跡の教室』 - レギュラー生徒
- TOKYO MX 他『戦国炒飯TV〜なんとなく歴史が学べる映像〜』 - 真田パンプキン 望月六郎 役
- テレビ神奈川 他『される僕ら(仮) 〜#レギュラーになってないのかよ！〜』(2021年12月17日)
- テレビ神奈川『信長未満-転生光秀が倒せない-』（2022年11月29日） - 崎陽軒広報 役

### 舞台
- 劇団歴史新大陸「新撰組哀歌」（2014年7月18日 - 21日、座・高円寺2） - 沖田総司 役
- 唐沢俊一プロデュース『ビストロクロニーク』（2014年10月1日 - 5日、阿佐ヶ谷アルシェ） -
- ミュージカル『刀剣乱舞』
  - トライアル公演（2015年10月30日 - 11月6日、AiiA 2.5 Theater Tokyo 他） - アンサンブル&ダンス
  - 阿津賀志山異聞（2016年5月23日 - 6月26日、AiiA 2.5 Theater Tokyo 他） - アンサンブル
- GEKIIKE本公演
  - 第8回『あまつきつねの鬼灯』（2016年11月17日 - 28日、シアターグリーンBOX in Box） - 作之進 役
  - 第11回『HIT LIST』（2020年8月26日 - 30日、こくみん共済 coopホール／スペース・ゼロ / 9月4日 - 6日、ABC Hall / 9月11日 -13日、北九州芸術劇場 中劇場） - 長瀬郁人 役
- デンジャラスボックスプロデュース - 七海 役
- 『〜宝や旅館〜げんせんじゃ〜！2017』（2017年2月22日 - 26日、萬劇場） - 有馬正 役
- 『RE:VOLVER』（2018年10月18日 - 22日、シアター1010 / 2018年10月27日 - 28日、サンケイホールブリーゼ）
- 『熱血硬派くにおくん 乱闘演舞編』（2018年11月21日 - 25日、 全労済ホール／スペース・ゼロ） - さわぐち 役
- 舞台『文豪とアルケミスト』余計者ノ挽歌（2019年2月21日 - 28日、シアター1010 / 3月9日 - 10日、京都劇場）
- 舞台『銀河鉄道999』（2019年4月20日 - 29日、明治座 / 5月10日 - 12日、梅田芸術劇場 メインホール）
- 『HOME』（2019年6月18日 - 23日、d-倉庫） - 池谷勝 役
- 舞台『月夜に舞い上がる桜』（2019年9月7日 - 16日、シアターグリーン BIG TREE THEATER） - デク 役
- 『12人の○○な女優たち』（2020年1月15日 -19日、高田馬場ラビネスト）
- 人狼推理バトル『レジスタンスイレブン』（2020年2月8日 - 15日、コフレリオ新宿シアター）
- 舞台『剣が君-残桜の舞-』 - 鼓法眼 役
  - 舞台『剣が君-残桜の舞-』（2020年7月8日 - 12日、シアター1010）
  - 舞台『剣が君-残桜の舞-』再演（2021年6月2日 - 6日、こくみん共済 coop ホール／スペース・ゼロ）
- ミュージカル『忍たま乱太郎』 - 食満留三郎 役 
  - 第11弾 忍たま 恐怖のきもだめし（2020年10月9日 - 25日、東京ドームシティ シアターGロッソ / 2020年11月14日 - 15日、春日井市民会館 / 11月27日 - 29日、あましんアルカイックホール）※10月9日 - 16日、11月27日 - 29日中止
  - 第11弾 ｢忍術学園学園祭｣（2021年1月16日 - 17日、東京国際フォーラム 2021年1月29日 - 31日、COOL JAPAN PARK OSAKA WWホール）※1月16日 - 17日、中止
  - 第11弾 再演 忍たま 恐怖のきもだめし（2021年4月9日 - 25日、東京ドームシティ シアターGロッソ / 5月14日 - 16日、梅田芸術劇場 メインホール）
  - ミュージカル「忍たま乱太郎」第12弾 まさかの共闘！？大作戦！！（2021年10月9日 - 24日、シアターGロッソ、10月29日 - 31日、COOL JAPAN PARK OSAKA WWホール）
  - ミュージカル『忍たま乱太郎』第12弾 ｢忍術学園学園祭｣（2021年12月3日 - 5日、あましんアルカイックホール / 12月13日 - 23日、明治座）
  - ミュージカル「忍たま乱太郎 第十二弾再演 まさかの共闘！？大作戦！！」(10月8日 - 23日、シアターGロッソ)
  - ミュージカル「忍たま乱太郎 第13弾 ようこそ！忍たま文化祭！」(4月7日 - 23日、シアターGロッソ)
  - ミュージカル「忍たま乱太郎 第13弾 忍術学園 学園祭2023」（12月8日 - 10日、TACHIKAWA STAGE GARDEN / 12月15日 - 17日、COOL JAPAN PARK OSAKA TTホール）[1]
  - ミュージカル「忍たま乱太郎」第15弾 走れ四年生! 戦え六年生! 〜閻魔岳を駆け抜けろ〜（2025年5月23日 - 6月8日、シアターGロッソ / 6月14日・15日、COOL JAPAN PARK OSAKA WWホール）[2]
- 君に贈る朗読会「サトラレ～the reading～」（3月28日、MsmileBOX渋谷）
- 『湯もみガールズVII』（2021年8月18日-21日、萬劇場） - 長期宿泊客 役
- 真・三國無双 ~荊州争奪戦 IF~（2021年9月3日 - 8日、EX THEATER ROPPONGI） - 魯粛 役
- 舞台「ぼくらの七日間戦争」2022（2022年2月4日 - 6日、東京建物Brillia HALL）-中尾和人 役
- 弾倉に薔薇を込めて（2022年3月23日 - 27日、萬劇場）‐ 田中 役
- 舞台『アオアシ』（2022年5月18日 - 22日、こくみん共済 coop ホール／スペース・ゼロ） - 橘総一朗 役[3]
- SEPT ReAnimation『ARIARIUM(アリアリウム)』（2022年6月8日-14日　銀座 博品館劇場）-番場尊人 役
- 舞台『左ききのエレン 〜エレンの帰還編〈EREN IS BACK〉〜-最終章-』（6月29日 - 7月3日、六行会ホール）-流川俊 役
- 忍者の国のアリス（2022年8月10日-14日　六行会ホール）　-イグナショフ 役
- 舞台「忍たま乱太郎」 - 食満留三郎 役
  - 舞台「忍たま乱太郎」～あかるく、たのしく、ゆかい！～の段（11月3日 - 6日、あうるすぽっと)
  - 舞台「忍たま乱太郎」〜はじめまして！三年生、全員集合の段〜（2024年8月1日 - 9日、草月ホール）[4]
- 舞台「魔界」
  - 舞台「魔界」（2022年12月1日　かめありリリオホール）-CROW 役　
  - 舞台「魔界」（2023年1月26日　かめありリリオホール）-CROW 役
  - 舞台「魔界」（2023年3月16日　かめありリリオホール）-CROW 役
  - 舞台「魔界」（2023年5月11日　かめありリリオホール）-CROW 役
  - 舞台「魔界」（2023年7月21日　かめありリリオホール）-CROW 役
- 劇場版はいど～も！（2022年12月21-25日※25日のみゲスト出演、バルスタジオ）
- 舞台「穏やか貴族の休暇のすすめ。2 ～とある料理人の野望～」（2023年１月18日-22日、シアター・アルファ東京） - ヒスイ 役
- 舞台『遠き日の落球〜あの時から続いているから今なんだ〜』　（2023年2月15日-20日、シアター・アルファ東京） -千葉純也 役
- パフォーマンスユニットTWT VOL.12「SANADA Ⅺ (サナダイレブン)」(2023年6月9日 - 18日 吉祥寺シアター）-後藤又兵衛 役
- 出来損ないと呼ばれた元英雄は、実家から追放されたので好き勝手に生きることにした（2024年3月20日 - 24日、CBGKシブゲキ!!） - アルフレッド・べーヴェルシュタム 役[5]
- 舞台「素敵なカミングアウト」（2024年9月13日 - 23日、浅草花劇場） - 苫米地次郎 役（Team STAR）[6]
- 舞台「9 R.I.P.」（2025年3月12日 - 16日、こくみん共済 coop ホール／スペース・ゼロ） - 幸麿 役[7]
- 浅草怪談屋敷 Vol.2「友人に誘われて…」（2025年1月13日、浅草花劇場）[8]
- 舞台「葬列の王」（2025年7月3日 - 6日、こくみん共済 coop ホール／スペース・ゼロ）[9]
- 朗読劇舞台「永久保貴一の極めて怖い話 2025」（2025年7月21日、浅草花劇場）[10]
- 舞台「虚の王:‖」（2025年12月11日 - 18日〈予定〉、IMAホール）[11]

### ボイスアクター
- 『#100キス』（2021年、KISSMILLe）

### インターネット番組
- ウェーブマスターチャンネル『同期3人』（2020年4月28日 - 7月14日 YouTube）
- 『すずきとよしおか』（2020年8月4日 - SHOWROOM）
- 『 鈴木祐大のおすすめでSHOW』（2021年3月9日〜  SHOWROOM ）

### イベント
- そりパ★クリスマス★（2020年12月5日、ベルサール西新宿）
- ミュージカル『忍たま乱太郎』第11弾 春のファン感謝祭「忍術学園スペシャルトークイベント」（2021年3月4日 - 8日、日本青年館ホール） - 食満留三郎 役